# 오사코 나오하루
오사코 나오하루(일본어: 大迫尚敏 오오사코 나오하루[*], 1844년 12월 24일 ~ 1927년 9월 20일)는 일본의 군인이다. 일본 제국 육군 제7사단장을 지냈으며, 자작위를 가지고 있다.

## 생애
사쓰마번사 오사코 신조의 장남으로, 사쓰에이 전쟁과 보신 전쟁 때 사쓰마군의 일원으로 참전했다. 1871년 신정부 육군에서 친위병으로 일했으며, 1873년 소위와 중위를 거쳐 1874년 육군 대위가 되었다. 1877년 세이난 전쟁 당시 육군 소좌로 진급하여 구마모토 진대참모 (鎭臺參謨)로 일했다. 1883년 육군 중좌, 1887년 육군 대좌로 진급하였으며, 1892년에는 육군 소장으로 진급하여 보병 제5여단을 이끌게 되었다. 청일 전쟁에 참전한 공으로 1895년 남작위를 얻어 화족의 일원이 되었다. 1900년 둔전병이 모인 제7사단을 이끌게 되었다. 러일 전쟁 때는 노기 마레스케를 따라 뤼순 요새 인근의 203고지 공략과 펑톈 전투에 참전했으며, 1906년 육군 대장에 취임했다.
1907년 자작위를 받았으며, 같은해 11월 예비역으로 편입되어 퇴역했다. 1912년 메이지 천황을 따라 자살한 노기 마레스케의 후임으로 가쿠슈인의 원장이 되어 1917년까지 황태자 히로히토의 교육을 책임졌다. 1927년 83세의 나이로 죽었다.

## 같이 보기
- 동생 오가코 나오미치
- 하야시 나리유키